# Truro (Iowa)
Pour les articles homonymes, voir Truro.
Truro est une ville américaine située dans le comté de Madison, dans l'État de l'Iowa. Lors du recensement des États-Unis de 2010, elle compte 485 habitants.

## Historique
La ville est nommée en référence à la ville de Truro dans les Cornouailles, au Royaume-Uni. Les premiers éleveurs américains d'origine européenne arrivèrent à Truro vers 1850, principalement de l'Ohio, et devinrent fermiers.

## Source
- (en) Cet article est partiellement ou en totalité issu de l’article de Wikipédia en anglais intitulé « Truro, Iowa » (voir la liste des auteurs).